# Leber-Taz (Ort)
Leber-Taz ist ein osttimoresischer Ort im Suco Leber (Verwaltungsamt Bobonaro, Gemeinde Bobonaro). Er liegt im Zentrum der Aldeia Leber-Taz, auf einem Höhenzug, auf einer Meereshöhe von 1147 m. Südlich erhebt sich der Bergkamm des Lebers, dessen Gipfel (1413 m) südöstlich liegt. Eine kleine Straße durchquert den Ort. An ihr schließt sich westlich das Dorf Tawaloto an. Nach Nordosten führt die Straße in das Dorf Holsa Taz.
In Leber-Taz befindet sich der SItz des Sucos und ein Friedhof. Die lokale Grundschule befindet sich in Tawaloto.